# Schillerpreis der Zürcher Kantonalbank
Schillerpreis der Zürcher Kantonalbank – szwajcarska nagroda literacka fundowana przez Zürcher Kantonalbank ZKB. 
Nagroda została ustanowiona w 1979, jej wartość wynosi 10.000 franków. Przyznawana na wniosek Fundacji Schillera.

## Laureaci
- 2008 Peter Weber za powieść Die melodielosen Jahre
- 2007 Eleonore Frey(inne języki)
- 2006 Dieter Zwicky(inne języki)
- 2005 Franz Hohler(inne języki)
- 2004 Christoph Keller(inne języki)
- 2003 Jürg Schubiger(inne języki)
- 2002 Isolde Schaad(inne języki)
- 2001 Charles Lewinsky(inne języki)
- 2000 Peter K. Wehrli(inne języki)
- 1999 Alain Claude Sulzer
- 1998 Ilma Rakusa(inne języki)
- 1997 Herbert Meier(inne języki)
- 1996 Franz Wurm(inne języki)
- 1995 Erika Burkart(inne języki)
- 1994 Franz Fassbind(inne języki)
- 1993 Margrit Baur(inne języki)
- 1992 Magdalena Vogel(inne języki)
- 1991 Hans Wysling(inne języki)
- 1990 Hans Schumacher
- 1989 Jürg Amann(inne języki)
- 1988 Hans Boesch
- 1987 Peter Zeindler(inne języki)
- 1986 Jürg Federspiel(inne języki)
- 1985 Hugo Loetscher
- 1984 Otto Steiger
- 1983 Maria Lutz-Gantenbein(inne języki)
- 1982 Laure Wyss(inne języki)
- 1981 Kurt Guggenheim(inne języki)
- 1980 Arnold Kübler(inne języki)
- 1979 Walter M. Diggelmann(inne języki)